# Infinite Only
Albums de Infinite
For You
(2015)
Singles
1. The Eye
Sortie : 19 septembre 2016

Infinite Only est le sixième mini-album du boys band sud-coréen Infinite. Il est sorti le 19 septembre 2016 sous Woollim Entertainment.

## Contexte et sortie
Le 30 août, Infinite a mis en ligne une vidéo teaser et a confirmé son retour pour le 19 septembre. Le 1er septembre, Infinite a mis en ligne une vidéo teaser nommée "Logo Expansion" afin de dévoiler son nouveau logo, et a confirmé le nom de son nouvel album, Infinite Only. Du 4 au 11 septembre, le groupe a mis en ligne des photos et vidéos teasers individuelles. Le 12 septembre, Infinite a mis en ligne une photo teaser du groupe. Le lendemain, le teaser du clip vidéo du titre principal, « The Eye » est mis en ligne avec la liste des pistes de l'album, qui en comprend sept. Le 18 septembre, un extrait de l'album entier est mis en ligne sur la chaîne YouTube officielle de Woollim Entertainment. Le clip vidéo officiel de "The Eye" et le sixième mini-album du groupe sont mis en ligne le 19 septembre.

## Liste des pistes
| No | Titre              | Auteur                                                  | Producteur(s)                            | Durée |
| -- | ------------------ | ------------------------------------------------------- | ---------------------------------------- | ----- |
| 1. | Eternity           |                                                         | BEE of Rphabet                           | 1:41  |
| 2. | 태풍 (The Eye)     | Jeon Gandi                                              | BEE of Rphabet                           | 4:06  |
| 3. | Air                | 1Take, Trinity                                          | 1Take, TAK, Trinity                      | 3:46  |
| 4. | One Day            | Razer of Rphabet, Hoya, Dongwoo                         | Razer of Rphabet, Hoya                   | 3:46  |
| 5. | True Love          | Lee Joohyung (Monotree), GOLO (Monotree), Hoya, Dongwoo | Lee Joohyung (Monotree), GOLO (Monotree) | 3:36  |
| 6. | 고마워 (Thank You) | Razer of Rphabet, Strike                                | Razer of Rphabet, Strike                 | 4:16  |
| 7. | Zero               | Oreo                                                    | Oreo                                     | 4:06  |

## Récompenses et nominations

### Émissions musicales
| Chanson   | Programme           | Date              |
| --------- | ------------------- | ----------------- |
| "The Eye" | M! Countdown (Mnet) | 29 septembre 2016 |
| "The Eye" | Music Bank (KBS)    | 30 septembre 2016 |
| "The Eye" | Inkigayo (SBS)      | 2 octobre 2016    |

## Historique de sortie
| Pays         | Date              | Format                       | Label                                          |
| ------------ | ----------------- | ---------------------------- | ---------------------------------------------- |
| Corée du Sud | 19 septembre 2016 | CD, téléchargement numérique | Woollim Entertainment, LOEN Entertainment      |
| Mondial      | 19 septembre 2016 | Téléchargement numérique     | SM Culture and Contents, Woollim Entertainment |